# Colegiata de Santiago (Castellar)
La colegiata de Santiago es una antigua colegiata de la ciudad de Castellar, Jaén, Andalucía, edificio más importante de la localidad.

## Historia
Fundación más importante de la provincia de Jaén en el siglo XVII, fue realizada por el prelado Mendo Benavides, obispo de Segovia y Cartagena en 1633, consistente en una capilla y un colegio, construyéndose ambos entre 1642 y 1648 por el arquitecto Juan de Aranda y Salazar. 
En 1692 fue elevada a la dignidad de colegiata por el Papa Inocencio XII.

## Descripción
De planta de cruz latina, es de una sola nave, con capillas en hornacinas, y se cubre con bóveda de medio cañón con lunetos.